# Macrobrachium altifrons
Macrobrachium altifrons är en kräftdjursart som först beskrevs av Henderson 1893.  Macrobrachium altifrons ingår i släktet Macrobrachium och familjen Palaemonidae.

## Underarter
Arten delas in i följande underarter:
- M. a. altifrons
- M. a. ranjhai